# Svetišče Lal Šahbaza Kalandarja
Svetišče Lal Šahbaza Kalandarja (urdujsko لال شہباز قلندر مزار; sindsko لال شهباز قلندر جي مزار) je svetišče in mavzolej, posvečen muslimanskemu in sufijskemu svetniku iz 13. stoletja, Lal Šahbazu Kalandarju. Svetišče stoji v Sehvanu v pakistanski provinci Sind. Svetišče je eno najpomembnejših v Pakistanu in privabi do milijon obiskovalcev letno.

## Zgodovina
Gradnja svetišča se je začela pod vladavino šaha Tughluka, ki je ukazal, da se posmrtni ostanki svetnika pokopljejo v Sehvanu. Kompleks grobnic je bil zgrajen leta 1356 n. št., čeprav je bil od ustanovitve večkrat razširjen. Ibn Batuta omenja svetišče med svojim potovanjem v regijo sredi 14. stoletja. Leta 1639 je bilo svetišče močno razširjeno pod vladavino Mirze Džanija iz dinastije Tarkhan. Čeprav je bilo svetišče ustanovljeno pred stoletji, se je njegova priljubljenost povečala v poznem 20. stoletju.
16. februarja 2017 je Islamska država Iraka in Levanta – provinca Horasan prevzela odgovornost za samomorilski napad na svetišče, v katerem je umrlo 88 ljudi. Naslednje jutro je oskrbnik svetišča nadaljeval vsakodnevno tradicijo zvonjenja svetišča ob 3:30 zjutraj in kljubovalno obljubil, da se teroristov ne bo ustrašil. Dhamaal ali meditativni plesni obred v svetišču se je nadaljeval že naslednji večer po napadu. Nekaj dni kasneje se je več vodilnih pakistanskih umetnikov in izvajalcev udeležilo dhamala v svetišču kot kljubovalni odgovor radikalnim islamistom. Drugo srečanje dhamaal je potekalo ob obeležitvi prve obletnice bombnega napada, organizirala pa ga je pakistanska družbena aktivistka Sheema Kermani.

## Stavba
Prvotno svetišče je bilo zgrajeno leta 1356, a je bilo pozneje nadgrajeno. Dokončani deli so zdaj v veliki meri prekriti z belim marmorjem, glaziranimi ploščicami in ogledali. Pozlačena glavna vrata svetišča je podaril zadnji iranski šah Mohamed Reza Pahlavi v 1970-ih. Svetnikova grobnica stoji pod osrednjo kupolo svetišča, nekaj osvetlitve pa zagotavljajo majhne lončene oljne svetilke, podobne tistim, ki se uporabljajo v hindujskih obredih.
Večji del svetišča je bilo treba obnoviti na ukaz premierke Benazir Buto, potem ko so se leta 1994 zrušili deli osrednje kupole. Dokončana je bila nova pozlačena kupola, medtem ko je bilo v tem času zgrajeno tudi dvorišče svetišča dhamaal. Višina kupole je 33,5 m, njen premer pa 17 m. Zunanja površina kupole je pozlačena s pozlačenimi ploščicami iz Združenih arabskih emiratov, notranja površina pa je okrašena s ploščicami iz Irana.
V svetišču naj bi bila zgrajena tudi sunitska in šiitska mošeja kot del načrtov za prenovo Butove. Zgradili naj bi tudi nakupovalno središče, nove sanitarije in počivališče za popotnike. Sistem kamer CCTV naj bi bil nameščen  v polmeru 4 kilometrov okoli svetišča, čeprav je bila večina kamer na koncu ukradenih, potem ko so bile leta 2011 dostavljene lokalni policiji, kraja pa več let ni bila prijavljena višjim organom.

## Pomen
Svetišče je eno najbolj cenjenih v Pakistanu in privabi do milijon obiskovalcev letno. Ženskam je prav tako dovoljena večja stopnja družbene svobode okoli svetišča.
Upodobljeno je bilo na kovancu za 1 pakistansko rupijo.

### Sufiji
Svetišče velja za glavno svetišče malangov in kalandarjev – privržencev posebnega sufijskega reda, ki so ga navdihnili nauki Lala Šahbaza Kalandarja. Na speljane lase in raztrgana oblačila malangov so morda vplivali hindujski šaivitski jogiji, saj je bil Sehvan trdnjava šaivitske hindujske tradicije pred razdelitvijo Britanske Indije.
V svetišču potekajo tudi slovesnosti dhamaal ali plesne ure, ki jih spremlja ritmično bobnanje, da povzročijo transu podobno meditativno stanje, ki naj bi jih izvajal Lal Šahbaz Kalandar. Tako moški kot ženske sodelujejo pri dhamaalu, čeprav na delih dvorišča svetišča, ki so označeni z vrvjo za uporabo obeh spolov.
Ženske, znane kot muridiānī, ponujajo vodo vernikom v svetišču, medtem ko verniki dvignejo kozarce proti ogrlici Lala Šahbaza Kalandarja iz guluband, ki visi na svetišču, da bi prosili za blagoslov, preden predajo vodo drugim vernikom za uživanje.

### Hindujci
Svetišče privablja hindujske privržence, medtem ko je eden od dveh sajjada nasheenov v svetišču ali dednih skrbniških družin hindujska družina. Hindujci še vedno izvajajo obred mehndi ob odprtju letnega ursa ali sejma v svetiščih. Do 19. stoletja so hindujci in muslimani verjeli, da je tok bližnje reke Ind naraščal in upadal glede na muhe Lal Šahbaza Kalandarja. Ime sindi hindujske različice boga vode, Džhulelal, je vidno prikazano v svetišču.

### Kulturno
Pesem kawali (oblika sufijskega islamskega nabožnega petja, ki izvira iz Hindustana) Dama Dam Mast Kalandar je znana po vsej Južni Aziji in je v hvalnico sufijskemu svetniku, ki je pokopan v svetišču. Zulfikar Ali Buto, nekdanji premier Pakistana, je pogosto obiskoval svetišče in naj bi se poistovetil z Lal Šahbazom Kalandarjem in izkoristil svoje pogoste obiske svetišča, da bi se prikazal kot del kulturne tradicije Sinda. Pesem Dama Dam Mast Kalandar je bila pogosto predvajana med njegovimi volilnimi zborovanji in je postala neuradna himna Pakistanske ljudske stranke.
Svetišče privablja tudi potepajoče ministrante obubožanih cigank, znane kot chāi-vālī ali lotevālī, ki v svetišču pojejo nabožne pesmi v zameno za skromno miloščino. Praksa ženskih skupin ministrantov je edinstvena za svetišče in je ni mogoče najti drugje v Sindu. Nekateri ciganski pevci v svetišču so se razvili v iskane glasbenike v bližnjem Hiderabadu. Taj Mastani je bil nekdanji član skupine ministrantov in je začel nastopati na koncertih v Pakistanu, pa tudi za pakistansko diasporo v tujini. Pakistanska ljudska pevka Rešma je v 1960-ih pridobila mednarodno slavo, ker je v svetišču zapela saraikijsko različico pesmi Dama Dam Mast Kalandar, čeprav ni bila niti Roganka niti del potepuške skupine ministrantov.

## Letni festival Urs
Letni festival Urs ali praznovanje obletnice svetnikove smrti poteka 18. šabana – osmega meseca muslimanskega luninega koledarja. Maja 2016 so praznovali 764. Urs. Letni sejem postaja vse bolj priljubljen in zdaj privabi več kot pol milijona romarjev iz vsega Pakistana. Obiskovalci in nastopajoči se včasih pridružijo skupinam Džhulelal sangat in potujejo do svetišča skupaj v kafilah ali karavani. Obiskovalci se poklonijo in prosijo za svetnikovo priprošnjo.
Praznovanje vključuje tudi zabavne prireditve. Skupine ljudskih pevcev, znane kot mandali, so vsako leto povabljene iz različnih regij Pakistana. Malakhro ali rokoborba v sindškem slogu je prav tako na ogled med letnim festivalom. Dhamaal srečanja potekajo v prostorih svetišča med sejmom +, medtem ko je uživanje konoplje običajno tudi med praznovanji.

## Ibrahimovo svetišče
Nekateri domačini verjamejo, da je svetišče Ibrahima v Bhadresarju v indijski zvezni državi Gudžarat počivališče Lal Šahbaza, čeprav se ta pripis šteje za tradicionalen in ne zgodovinski.

## Galerija
- Vhod v kompleks svetišča
- Svetišče ponoči
- Deli kompleksa svetišča spominjajo na ugledna šiitska svetišča v iraških mestih Nadžaf in Karbala
- Verniki menijo, da je voda na mestu blagoslovljena
- Pogled na spodnjo stran osrednje kupole
- Zunanjost svetišča je opremljena s ploščicami v sindškem slogu
- Notranjost svetišča